# Jakob Savinšek
Jakob Savinŝek (Kamnik, 4 februari 1922 – Kirchheim, 17 augustus 1961) was een Sloveense beeldhouwer.

## Leven en werk
Savinšek studeerde medicijnen aan de universiteit van Ljubljana. Na de Tweede Wereldoorlog ging hij beeldhouwkunst studeren bij Boris Kalin aan de Academie voor Beeldende Kunst (Sloveens: Akademija za likovno umetnost in oblikovanje (ALUO)) in Ljubljana (1945 tot 1949). In de tweede helft van de vijftiger jaren oriënteerde hij zich op de West-Europese beeldhouwkunst en nam hij deel aan diverse beeldhouwersymposia in Duitsland, Oostenrijk en Zwitserland.

## Symposion Europäischer Bildhauer
In 1960 behoorde hij, als steenbeeldhouwer, tot de tweede groep deelnemers aan het door de Oostenrijkse beeldhouwer Karl Prantl vanaf 1959 georganiseerde Symposion Europäischer Bildhauer in het Oostenrijkse Sankt Margarethen im Burgenland.
In 1961 organiseerden Savinšek en Janez Lenassi, die al in 1959 deelnam aan het symposium, soortgelijke symposia in de Sloveense steden Kostanjevica na Krki en Portorož onder de naam "Forma Viva", waaraan onder anderen door de Zwitserse beeldhouwer Silvio Mattioli werd deelgenomen. Het symposium in Kostanjevica wordt nog ieder jaar gehouden. In 2007 werd het symposium opgedragen aan Lenassi, naar aanleiding van diens tachtigste verjaardag.
Savinšek stierf in 1961 in Kirchheim bij Würzburg, waar hij met onder anderen Karl Prantl, Erich Reischke, Herbert Baumann en Menashe Kadishman deelnam aan het internationaal Bildhauersymposion Kaisersteinbruch in een steengroeve bij Kirchheim.

## Werken (selectie)
- standbeeld Ivan Tavčar in Visoko pri Poljanah
- oorlogsmonument op de heuvel Griček bij Črnomelj
- monument Jože Lacko in Ptuj
- 1953 standbeeld Julius Kugy, Triglav Nationaal Park in de Julische Alpen
- 1956/57 Oorlogsmonument/reliëf Vojna in mir in Celje
- 1959 zonder titel, Sankt Margarethen im Burgenland
- 1960 Sign of the 20th Century, Wenen
- 1961 zonder titel, Bildhauersymposion Kaisersteinbruch

## Fotogalerij

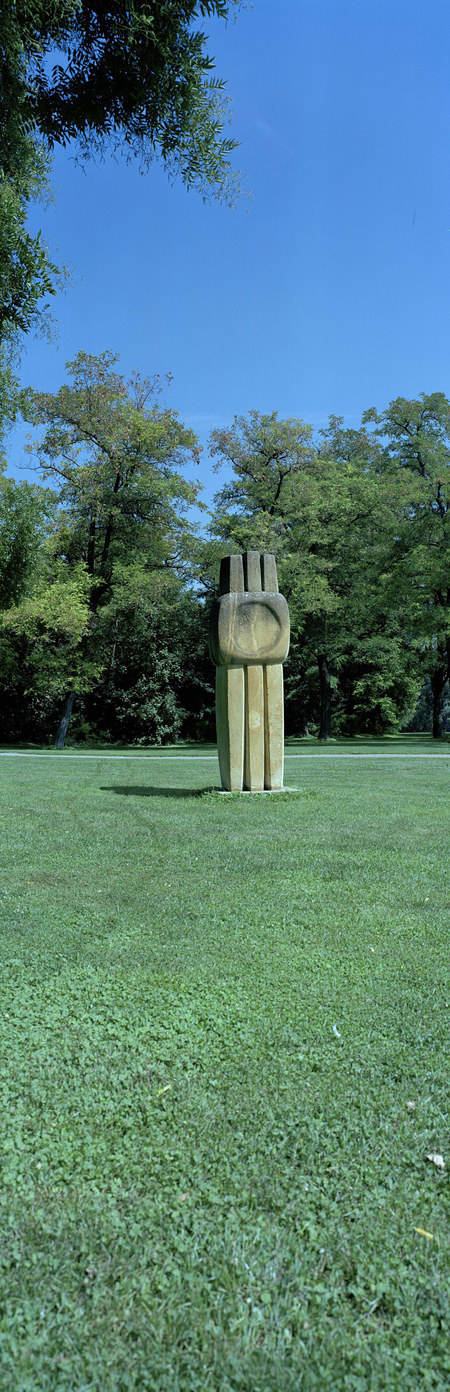
Sign of the 20th Century (1960), Donaupark in Wenen
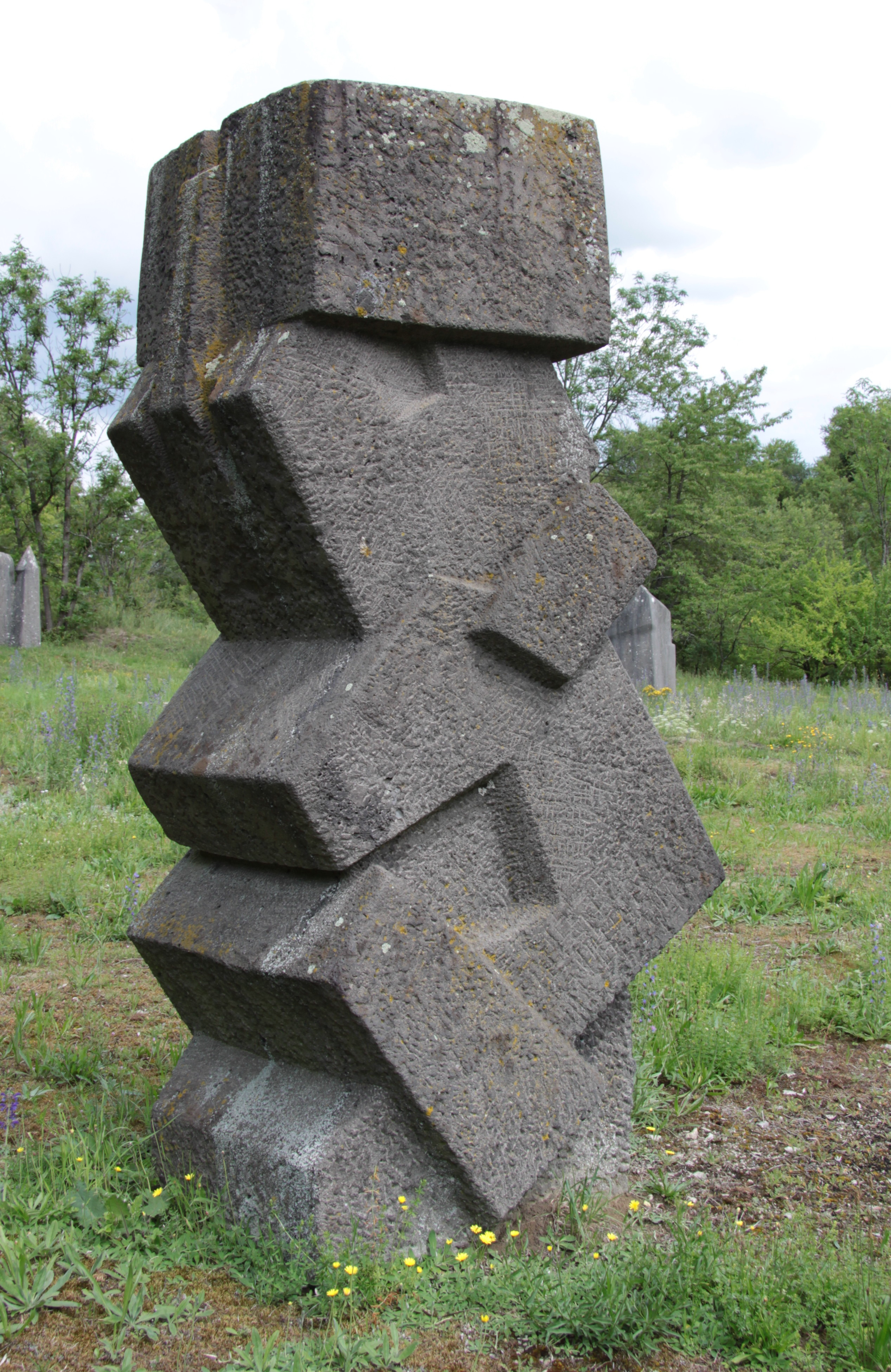
zonder titel (1961)